# Piratpartiet (Storbritannien)
Pirate Party UK, PPUK, är ett registrerat politiskt parti i Storbritannien som är medlem i Pirate Parties International. Partiledare är Andrew Robinson. Partifärgen är turkos.